# Yves Cordier
Yves Cordier (1964) è un triatleta francese.

## Carriera
Ha vinto nel 1989 i campionati europei di triathlon di Cascais. Dietro di lui hanno completato il podio Rob Barel e Jürgen Zäck.
Nello stesso anno si è classificato 8º assoluto all'Ironman Hawaii.
Nel 1994 è arrivato 3º assoluto ai Campionati del mondo di long distance di Nizza, alle spalle dell'olandese Rob Barel e del tedesco Lothar Leder.
Nel 1998 e nel 1999 ha vinto la gara su distanza ironman di Embrun, meglio nota con il nome di Embrunman. Nel 2000 e nel 2001 è arrivato 2º assoluto, mentre nel 2002 3º assoluto nella stessa gara.

## Titoli
- Campione europeo di triathlon (Élite) - 1989
- Embrunman - 1998, 1999